# Martin Finkelgruen
Martin Finkelgruen (* 5. Mai 1876 in Berlin; † 10. Dezember 1942 in Theresienstadt) war ein deutscher Kaufmann, der während der Shoah von dem SS-Wachmann Anton Malloth zu Tode geprügelt wurde.

## Leben und Tod
Martin Finkelgruen war Inhaber eines Kaufhauses in Bamberg. Er war mit der aus Berlin stammenden Julie, geb. Löwenstein verheiratet. Das Paar hatte zwei Kinder, Sohn Hans Leo (geb. 1908) und die fünf Jahre jüngere Tochter Dora.
Als Julie Finkelgruen erkrankte und schließlich nach Berlin zurückkehrte, geriet Martin Finkelgruen aufgrund der Weltwirtschaftskrise in geschäftliche Probleme. Zudem entwickelte sich eine Liebesbeziehung zu Anna Bartl, einer Christin. In der Folge verliebte sich Finkelgruens Sohn in deren Tochter Ernestine geb. Bartl (geb. am 1. Juli 1913, auch Esti genannt) und heiratete sie.
Beide Beziehungen galten in der Sicht des Nationalsozialisten als sogenannte „Rassenschande“. Die beiden Paare flüchteten zuerst ins böhmische Karlsbad, nach der Besetzung des Sudetenlandes durch die Nationalsozialisten nach Prag. „Dort war es für sie noch nicht strafbar, miteinander zu leben. Es war der Beginn ihrer gemeinsamen Flucht. Jetzt waren sie alle auf Reisen“.
Während beide Kinder Martin Finkelgruens flüchten konnten, verblieben er und seine Lebensgefährtin nach der Zerschlagung der Tschechoslowakei und nach der deutschen Besetzung in Prag. Anna Bartl versteckte Finkelgruen und führte seine Geschäfte weiter. Die beiden wurden denunziert, am 30. November 1942 verhaftet und deportiert: Finkelgruen, weil er Jude war, Bartl, weil sie ihn versteckt hatte. Der Gestapo-Mann soll bei der Verhaftung zu Anna Bartl gesagt haben: „Sie werden nicht mit diesem Mann gehen, und Sie werden ihn nie wieder anrühren“. Martin Finkelgruen wurde in die Kleine Festung Theresienstadt deportiert und dort unmittelbar nach seiner Einlieferung vom SS-Wachmann Anton Malloth zu Tode geprügelt.
Anna Bartl überlebte die Konzentrationslager Ravensbrück, Auschwitz und Majdanek.

## Familie
Tochter Dora hatte sich der zionistischen Bewegung angeschlossen und war rechtzeitig mit ihrem Ehemann mit einem Umweg über Schweden nach Palästina emigriert. Sie nannte sich nunmehr Rachel, ihr Ehemann Gerhard nahm den Namen Israel an.
Sohn Hans und dessen Ehefrau Ernestine konnten rechtzeitig nach Shanghai flüchten. Sie gründeten dort einen kleinen Laden für Handschuhe und Lederwaren. Am 9. März 1942 wurde in Shanghai Martin Finkelgruens einziger Enkelsohn, Peter Finkelgruen, geboren. Die Familie lebte in Armut und schlechten hygienischen Umständen, geplagt von Ratten und Krankheiten. 1943 verstarb Hans Finkelgruen im Shanghaier Ghetto.
1946 kehrte Ernestine Finkelgruen, schwer krank, mit dem Sohn Peter nach Prag zurück, wo ihre Mutter lebte. Sie verstarb am 31. Mai 1950 an den Folge der Entbehrung und der Krankheiten, die sie sich im Ghetto von Shanghai zugezogen hatte.
Peter Finkelgruen, der in Prag die Grundschule absolviert hatte, ging 1951 mit seiner Großmutter nach Israel, wo er die Tabeetha School in Jaffa besuchte und das Abitur ablegte. Danach übersiedelten er und seine Großmutter nach Deutschland. 1978 heiratete Peter Finkelgruen, inzwischen Journalist und Schriftsteller, die Schriftstellerin Gertrud Seehaus. Als er 1989 seine 90-jährige Tante Bela besuchte, erzählte ihm diese von der Ermordung ihres Mannes und ihres Sohnes in der Kleinen Festung Theresienstadt wie auch vom Mord an seinem Großvater in demselben Gestapo-Gefängnis.
In den 1990er Jahren schrieb der Enkel zwei autobiografische Bücher, die vom Schicksal seines Großvaters und dessen Mörder handeln, der unbelangt in Deutschland lebte. Zugleich bemühte er sich zehn Jahre darum, dass Anton Malloth für seine Taten zur Verantwortung gezogen werde.

## Verurteilung des Mörders
Mit Ausnahme einer kurzen Auslieferungshaft in Innsbruck lebte der Mörder Martin Finkelgruens unbehelligt bis 1988 in Meran, Südtirol, wo er auch ein Haus besaß. 1988 wurde Anton Malloth von den italienischen Behörden nach München abgeschoben und wohnte danach mit Unterstützung der Tochter Heinrich Himmlers und staatlicher Sozialhilfe in einem Altenheim in Pullach nahe München.
Insgesamt dreimal wurden Verfahren in Deutschland gegen ihn eingestellt. Mehrfache Auslieferungensanträge der Tschechoslowakei bzw. später Tschechiens wurden abgelehnt.
Verhaftet wurde Malloth erst 55 Jahre nach dem Untergang des NS-Regimes, am 25. Mai 2000. Ein Jahr später wurde er in München zu lebenslanger Haft verurteilt, verstarb jedoch bereits im Folgejahr.

## Gedenken
Im März 2012 wurde in Köln an der Kreuzung von Sülzgürtel und Berrenrather Straße im Rahmen einer feierlichen Zeremonie ein Gedenkstein für Martin und Peter Finkelgruen enthüllt und ein Baum gepflanzt. Auf einem Findling wurde ein metallenes Gedenkschild mit folgender Inschrift angebracht:

„Dieser Baum wurde anlässlich des 70. Geburtstag des in Köln lebenden jüdischen Schriftstellers Peter Finkelgruen gepflanzt, in Erinnerung an seinen im Kleinen Lager Theresienstadt ermordeten Großvater Martin Finkelgruen (1876–1942)“

Im Juni 2016 wurde der Gedenkstein durch Übermalung der Plakette mit weißer Farbe geschändet. Peter Finkelgruen reagierte mit folgenden Worten: „Es hat vier Jahre und vier Monate seit Errichtung des Gedenksteins gedauert bis zur ersten Schändung. Ein kurzer Zeitraum? Ein langer Zeitraum? So ist die Lage eben in diesem Land. In dieser Stadt.“
Zum Gedenken an Martin Finkelgruen wurde seit 2012 mit Hilfe des Jüdischen Nationalfonds, der Stadt Köln und zahlreicher Unterstützer/-innen im Norden des Keren-Carmel-Waldes in Israel ein Hain gepflanzt und ein Finkelgruen-Wanderweg eröffnet.